# Danh sách nhóm đơn bội mtDNA theo chủng tộc
Danh sách nhóm đơn bội mtDNA của con người được tìm thấy trong các quần thể và các nhóm dân tộc khác nhau theo vùng hoặc các châu lục trên thế giới dựa trên các nghiên cứu có liên quan. Số liệu là tần suất của phân bố tính ra tỷ lệ phần trăm của tổng số cho nhóm đơn bội ở các tiêu đề cột.

## Bảng danh sách
Danh sách lấy từ tổng hợp của Ottoni et al. (2011)
| Vùng                    | Dân tộc                | N     | H*    | HV0   | HV    | R0a   | J     | T1    | T2    | U1    | U2e  | U3    | U4   | U5a   | U5b   | U6    | U7    | U8   | U*    | K     | N1    | N2   | X     | M     | L     | Other |
| ----------------------- | ---------------------- | ----- | ----- | ----- | ----- | ----- | ----- | ----- | ----- | ----- | ---- | ----- | ---- | ----- | ----- | ----- | ----- | ---- | ----- | ----- | ----- | ---- | ----- | ----- | ----- | ----- |
| Châu Á                  |                        |       |       |       |       |       |       |       |       |       |      |       |      |       |       |       |       |      |       |       |       |      |       |       |       |       |
| India, Gujarati         | 34                     | 5.90  | 0.00  | 0.00  | 0.00  | 2.90  | 0.00  | 0.00  | 0.00  | 17.60 | 0.00 | 0.00  | 0.00 | 0.00  | 0.00  | 8.80  | 0.00  | 0.00 | 0.00  | 0.00  | 8.80  | 0.00 | 44.10 | 0.00  | 11.70 |       |
| Kurdish (Turkmenistan)  | 32                     | 12.50 | 0.00  | 0.00  | 0.00  | 6.20  | 0.00  | 18.80 | 0.00  | 6.30  | 3.10 | 0.00  | 0.00 | 0.00  | 0.00  | 0.00  | 0.00  | 0.00 | 12.50 | 6.20  | 0.00  | 6.30 | 9.40  | 0.00  | 18.80 |       |
| Kurds                   | 82                     | 26.83 | 0.00  | 6.10  | 1.22  | 6.10  | 2.44  | 3.66  | 3.66  | 2.44  | 3.66 | 0.00  | 4.88 | 0.00  | 0.00  | 3.66  | 0.00  | 0.00 | 12.20 | 7.32  | 8.54  | 1.22 | 1.22  | 2.44  | 2.44  |       |
| Pakistan, Baluch        | 39                     | 20.50 | 0.00  | 10.30 | 0.00  | 7.70  | 0.00  | 0.00  | 0.00  | 2.60  | 0.00 | 2.60  | 2.60 | 0.00  | 0.00  | 2.60  | 0.00  | 0.00 | 2.60  | 5.20  | 0.00  | 0.00 | 33.30 | 2.60  | 7.70  |       |
| Pakistan, Brahui        | 38                     | 26.30 | 0.00  | 5.30  | 0.00  | 7.90  | 5.30  | 0.00  | 0.00  | 5.30  | 0.00 | 0.00  | 0.00 | 0.00  | 0.00  | 10.50 | 0.00  | 0.00 | 0.00  | 2.60  | 0.00  | 0.00 | 26.40 | 2.60  | 7.90  |       |
| Pakistan, Hazara        | 23                     | 13.00 | 0.00  | 4.30  | 0.00  | 0.00  | 0.00  | 0.00  | 4.30  | 0.00  | 0.00 | 8.70  | 8.70 | 0.00  | 0.00  | 4.30  | 0.00  | 0.00 | 0.00  | 0.00  | 0.00  | 0.00 | 30.30 | 0.00  | 26.10 |       |
| Pakistan, Hunza Burusho | 44                     | 6.80  | 0.00  | 0.00  | 0.00  | 6.80  | 2.30  | 2.30  | 6.80  | 11.40 | 2.30 | 4.50  | 2.30 | 0.00  | 0.00  | 6.80  | 0.00  | 0.00 | 4.50  | 4.50  | 2.30  | 2.30 | 25.00 | 0.00  | 9.20  |       |
| Pakistan, Kalash        | 44                     | 4.50  | 0.00  | 4.50  | 22.70 | 11.40 | 0.00  | 4.50  | 0.00  | 15.90 | 0.00 | 34.10 | 0.00 | 0.00  | 0.00  | 2.30  | 0.00  | 0.00 | 0.00  | 0.00  | 0.00  | 0.00 | 0.00  | 0.00  | 0.00  |       |
| Pakistan, Makrani       | 33                     | 3.00  | 0.00  | 6.10  | 0.00  | 6.10  | 0.00  | 0.00  | 3.00  | 9.00  | 0.00 | 0.00  | 0.00 | 0.00  | 0.00  | 3.00  | 0.00  | 9.10 | 0.00  | 3.00  | 0.00  | 0.00 | 9.10  | 39.40 | 9.10  |       |
| Pakistan, Pakistani     | 100                    | 12.00 | 0.00  | 4.00  | 2.00  | 1.00  | 0.00  | 1.00  | 0.00  | 11.00 | 0.00 | 0.00  | 0.00 | 0.00  | 0.00  | 5.00  | 0.00  | 1.00 | 0.00  | 3.00  | 1.00  | 1.00 | 49.00 | 1.00  | 8.00  |       |
| Pakistan, Parsi         | 44                     | 2.30  | 0.00  | 11.40 | 0.00  | 0.00  | 6.80  | 4.50  | 4.50  | 0.00  | 0.00 | 13.60 | 0.00 | 0.00  | 0.00  | 2.30  | 0.00  | 0.00 | 0.00  | 0.00  | 0.00  | 0.00 | 54.50 | 0.00  | 0.00  |       |
| Pakistan, Pathan        | 44                     | 4.50  | 0.00  | 2.30  | 6.80  | 6.80  | 4.50  | 4.50  | 0.00  | 15.90 | 0.00 | 0.00  | 2.30 | 0.00  | 0.00  | 0.00  | 0.00  | 2.30 | 2.30  | 4.60  | 4.50  | 0.00 | 29.50 | 0.00  | 9.10  |       |
| Pakistan, Sindhi        | 23                     | 8.70  | 0.00  | 4.30  | 0.00  | 0.00  | 0.00  | 0.00  | 0.00  | 17.30 | 0.00 | 0.00  | 4.30 | 0.00  | 0.00  | 8.70  | 0.00  | 0.00 | 0.00  | 8.70  | 17.40 | 0.00 | 30.40 | 0.00  | 0.00  |       |
| Shugnan (Tajikistan)    | 44                     | 29.50 | 0.00  | 4.50  | 0.00  | 4.50  | 0.00  | 2.30  | 0.00  | 6.80  | 0.00 | 4.50  | 4.50 | 0.00  | 0.00  | 0.00  | 2.30  | 2.30 | 9.10  | 2.30  | 4.50  | 2.30 | 18.20 | 0.00  | 2.30  |       |
| Turkmen (Turkmenistan)  | 41                     | 22.00 | 0.00  | 4.80  | 4.90  | 9.80  | 2.40  | 4.90  | 0.00  | 2.40  | 0.00 | 2.40  | 0.00 | 0.00  | 0.00  | 0.00  | 0.00  | 0.00 | 0.00  | 2.40  | 0.00  | 2.40 | 34.20 | 0.00  | 7.20  |       |
| Uzbek                   | 42                     | 21.40 | 0.00  | 7.20  | 0.00  | 7.10  | 0.00  | 4.80  | 0.00  | 0.00  | 2.40 | 4.80  | 0.00 | 0.00  | 0.00  | 4.80  | 0.00  | 0.00 | 0.00  | 0.00  | 2.40  | 0.00 | 26.20 | 0.00  | 19.00 |       |
| Kav kaz                 | Armenia                | 191   | 30.37 | 0.00  | 7.33  | 0.52  | 8.38  | 5.76  | 5.76  | 4.71  | 1.05 | 4.71  | 3.66 | 2.09  | 1.57  | 0.00  | 1.05  | 1.05 | 0.00  | 7.33  | 7.33  | 1.05 | 2.62  | 0.00  | 0.00  | 3.66  |
| Kav kaz                 | Azerbaijan             | 48    | 29.17 | 4.17  | 6.25  | 0.00  | 4.17  | 6.25  | 10.42 | 0.00  | 0.00 | 2.08  | 8.33 | 8.33  | 0.00  | 0.00  | 0.00  | 0.00 | 0.00  | 2.08  | 2.08  | 4.17 | 4.17  | 6.25  | 0.00  | 2.08  |
| Kav kaz                 | Turkic (Azerbaijan)    | 40    | 30.00 | 2.50  | 7.50  | 0.00  | 10.00 | 2.50  | 12.50 | 7.50  | 2.50 | 2.50  | 0.00 | 2.50  | 0.00  | 0.00  | 2.50  | 0.00 | 2.50  | 5.00  | 5.00  | 2.50 | 0.00  | 0.00  | 0.00  | 2.50  |
| Kav kaz                 | Caucasus               | 58    | 22.40 | 0.00  | 0.00  | 3.40  | 8.60  | 3.40  | 10.30 | 5.20  | 3.40 | 3.40  | 3.40 | 1.80  | 0.00  | 0.00  | 0.00  | 0.00 | 0.00  | 8.60  | 8.70  | 5.20 | 8.60  | 1.80  | 0.00  | 1.80  |
| Đông Địa Trung Hải      | Cyprus                 | 91    | 20.88 | 0.00  | 0.00  | 3.30  | 5.49  | 0.00  | 7.69  | 2.20  | 0.00 | 5.49  | 2.20 | 2.20  | 0.00  | 2.20  | 1.10  | 0.00 | 0.00  | 20.88 | 4.40  | 3.30 | 3.30  | 2.20  | 3.30  | 9.89  |
| Đông Địa Trung Hải      | Greece                 | 155   | 38.71 | 1.94  | 3.23  | 1.94  | 13.55 | 2.58  | 3.87  | 1.94  | 0.65 | 1.94  | 2.58 | 4.52  | 2.58  | 0.00  | 1.29  | 0.00 | 0.65  | 4.52  | 4.52  | 1.29 | 4.52  | 2.58  | 0.00  | 0.65  |
| Đông Địa Trung Hải      | Greece, Crete          | 202   | 42.57 | 0.99  | 2.97  | 0.00  | 5.45  | 2.97  | 10.89 | 1.98  | 0.50 | 7.92  | 0.50 | 1.98  | 2.97  | 0.00  | 0.50  | 0.00 | 0.00  | 7.43  | 1.49  | 0.00 | 3.96  | 0.99  | 0.99  | 2.97  |
| Đông Địa Trung Hải      | Greece, Lemnos         | 60    | 50.00 | 0.00  | 0.00  | 0.00  | 5.00  | 0.00  | 16.67 | 3.33  | 1.67 | 0.00  | 1.67 | 0.00  | 0.00  | 0.00  | 0.00  | 5.00 | 0.00  | 8.33  | 1.67  | 3.33 | 0.00  | 3.33  | 0.00  | 0.00  |
| Đông Địa Trung Hải      | Greece, Northern       | 319   | 41.69 | 2.82  | 1.25  | 2.19  | 10.34 | 4.39  | 4.08  | 1.88  | 0.31 | 3.76  | 4.39 | 3.76  | 0.94  | 0.63  | 0.63  | 0.00 | 0.00  | 5.02  | 3.45  | 2.51 | 3.76  | 1.25  | 0.00  | 0.94  |
| Đông Địa Trung Hải      | Greece, Rhodes         | 42    | 35.71 | 0.00  | 0.00  | 0.00  | 7.14  | 0.00  | 14.29 | 0.00  | 0.00 | 11.90 | 0.00 | 2.38  | 0.00  | 0.00  | 4.76  | 2.38 | 0.00  | 7.14  | 4.76  | 2.38 | 2.38  | 0.00  | 0.00  | 4.76  |
| Đông Địa Trung Hải      | Macedonia              | 200   | 45.00 | 4.50  | 0.00  | 1.00  | 7.50  | 4.50  | 5.00  | 1.00  | 3.00 | 1.00  | 2.00 | 5.50  | 2.50  | 0.00  | 0.00  | 1.00 | 0.00  | 5.00  | 3.50  | 4.00 | 3.00  | 0.50  | 0.00  | 0.50  |
| Trung Đông              | Iran                   | 436   | 17.43 | 0.69  | 5.73  | 1.38  | 13.76 | 3.67  | 4.36  | 2.98  | 0.92 | 2.52  | 1.15 | 2.98  | 0.69  | 0.23  | 9.40  | 1.15 | 0.00  | 7.11  | 4.59  | 4.13 | 3.21  | 5.05  | 0.23  | 6.65  |
| Trung Đông              | Iran, Gilaki           | 37    | 13.50 | 0.00  | 24.30 | 0.00  | 16.20 | 2.70  | 13.50 | 2.70  | 0.00 | 2.70  | 0.00 | 0.00  | 0.00  | 0.00  | 10.80 | 2.70 | 0.00  | 2.70  | 2.70  | 0.00 | 0.00  | 5.40  | 0.00  | 0.00  |
| Trung Đông              | Iraq                   | 116   | 23.28 | 0.00  | 12.93 | 4.31  | 12.93 | 4.31  | 3.45  | 0.86  | 2.59 | 6.03  | 1.72 | 0.86  | 0.00  | 0.86  | 2.59  | 0.86 | 0.86  | 5.17  | 1.72  | 0.00 | 0.86  | 0.86  | 9.48  | 3.45  |
| Trung Đông              | Jordan                 | 494   | 29.96 | 0.61  | 3.44  | 1.82  | 6.07  | 3.04  | 6.07  | 5.06  | 0.40 | 10.73 | 0.40 | 0.00  | 0.40  | 0.40  | 1.62  | 0.20 | 0.81  | 3.44  | 3.04  | 1.21 | 1.82  | 3.44  | 12.55 | 3.44  |
| Trung Đông              | Lebanon                | 176   | 26.70 | 0.57  | 4.55  | 2.27  | 4.55  | 3.98  | 6.25  | 5.11  | 0.00 | 3.41  | 0.57 | 4.55  | 0.00  | 2.27  | 0.00  | 0.57 | 0.00  | 5.68  | 9.09  | 2.27 | 5.68  | 4.55  | 2.84  | 4.55  |
| Trung Đông              | Lur                    | 17    | 17.60 | 0.00  | 11.80 | 11.80 | 5.90  | 0.00  | 5.90  | 5.90  | 0.00 | 17.60 | 5.90 | 0.00  | 0.00  | 0.00  | 5.90  | 0.00 | 0.00  | 5.90  | 0.00  | 0.00 | 0.00  | 0.00  | 0.00  | 5.90  |
| Trung Đông              | Mazandarian            | 21    | 14.30 | 0.00  | 9.50  | 0.00  | 23.80 | 4.80  | 9.50  | 0.00  | 0.00 | 0.00  | 0.00 | 0.00  | 0.00  | 0.00  | 0.00  | 0.00 | 0.00  | 0.00  | 14.30 | 9.50 | 0.00  | 0.00  | 4.80  | 9.50  |
| Trung Đông              | Palestinians           | 117   | 28.21 | 0.00  | 1.71  | 2.56  | 9.40  | 3.42  | 9.40  | 0.85  | 0.85 | 0.85  | 1.71 | 0.85  | 0.00  | 0.85  | 2.56  | 0.00 | 0.85  | 7.69  | 2.56  | 2.56 | 3.42  | 3.42  | 13.68 | 2.56  |
| Trung Đông              | Persian                | 42    | 14.30 | 0.00  | 19.10 | 0.00  | 16.70 | 2.40  | 7.10  | 0.00  | 4.80 | 4.80  | 2.40 | 2.40  | 0.00  | 0.00  | 2.40  | 0.00 | 0.00  | 7.10  | 4.80  | 2.40 | 0.00  | 4.80  | 0.00  | 4.80  |
| Trung Đông              | Syria                  | 328   | 22.87 | 1.22  | 3.35  | 3.05  | 11.59 | 4.27  | 7.32  | 3.35  | 0.61 | 8.54  | 0.91 | 1.22  | 0.00  | 1.22  | 1.22  | 0.61 | 0.00  | 5.18  | 5.18  | 3.96 | 1.52  | 1.83  | 9.15  | 1.83  |
| Trung Đông              | Turkish                | 50    | 26.00 | 0.00  | 6.00  | 4.00  | 8.00  | 0.00  | 8.00  | 6.00  | 2.00 | 2.00  | 2.00 | 4.00  | 4.00  | 0.00  | 2.00  | 2.00 | 0.00  | 6.00  | 4.00  | 0.00 | 6.00  | 4.00  | 0.00  | 4.00  |
| Trung Đông              | Turks                  | 340   | 32.06 | 0.88  | 5.29  | 0.88  | 9.41  | 3.53  | 5.88  | 3.82  | 1.47 | 5.29  | 1.18 | 1.18  | 1.47  | 0.00  | 0.88  | 1.18 | 0.59  | 5.59  | 3.82  | 2.94 | 3.82  | 3.82  | 1.76  | 3.24  |
| Bắc Âu                  | Austria                | 99    | 46.46 | 1.01  | 1.01  | 1.01  | 10.10 | 2.02  | 8.08  | 0.00  | 1.01 | 1.01  | 4.04 | 8.08  | 0.00  | 0.00  | 0.00  | 2.02 | 1.01  | 7.07  | 2.02  | 1.01 | 1.01  | 2.02  | 0.00  | 0.00  |
| Bắc Âu                  | Czech                  | 83    | 40.96 | 6.02  | 3.61  | 0.00  | 8.43  | 3.61  | 9.64  | 0.00  | 1.20 | 1.20  | 1.20 | 8.43  | 3.61  | 0.00  | 0.00  | 0.00 | 0.00  | 3.61  | 3.61  | 1.20 | 3.61  | 0.00  | 0.00  | 0.00  |
| Bắc Âu                  | England                | 335   | 48.06 | 3.28  | 0.30  | 0.00  | 13.73 | 2.09  | 6.57  | 0.00  | 0.90 | 0.60  | 2.09 | 3.88  | 4.48  | 0.00  | 0.30  | 0.30 | 0.00  | 6.27  | 2.99  | 0.90 | 0.90  | 0.00  | 0.60  | 1.79  |
| Bắc Âu                  | Estonia                | 558   | 45.16 | 3.23  | 1.08  | 0.00  | 9.86  | 1.25  | 6.45  | 0.18  | 1.25 | 0.90  | 5.73 | 10.04 | 4.30  | 0.00  | 0.00  | 1.61 | 0.18  | 2.69  | 2.33  | 2.69 | 0.90  | 0.18  | 0.00  | 0.00  |
| Bắc Âu                  | Finland                | 121   | 36.36 | 8.26  | 0.00  | 0.00  | 4.96  | 0.83  | 4.13  | 0.83  | 0.83 | 0.83  | 0.83 | 5.79  | 9.92  | 0.00  | 0.00  | 0.83 | 0.00  | 6.61  | 8.26  | 9.09 | 0.83  | 0.00  | 0.83  | 0.00  |
| Bắc Âu                  | France                 | 332   | 42.47 | 5.72  | 0.60  | 0.90  | 5.12  | 2.41  | 8.73  | 0.00  | 2.11 | 0.60  | 2.11 | 5.12  | 3.61  | 0.60  | 0.30  | 0.90 | 0.00  | 10.54 | 2.41  | 1.51 | 1.20  | 1.81  | 0.30  | 0.90  |
| Bắc Âu                  | Germany                | 335   | 49.85 | 3.28  | 0.00  | 0.00  | 7.16  | 2.69  | 6.57  | 0.60  | 0.90 | 1.19  | 2.39 | 5.37  | 2.99  | 0.00  | 0.30  | 0.00 | 0.00  | 7.46  | 2.39  | 2.99 | 0.90  | 0.30  | 0.30  | 2.39  |
| Bắc Âu                  | Germany, Bavaria       | 249   | 47.79 | 4.82  | 0.40  | 0.00  | 8.84  | 2.01  | 7.23  | 0.40  | 0.40 | 2.41  | 2.41 | 4.42  | 4.82  | 0.00  | 0.00  | 0.80 | 0.40  | 6.43  | 3.21  | 1.61 | 1.20  | 0.00  | 0.00  | 0.40  |
| Bắc Âu                  | Ireland                | 300   | 43.67 | 5.67  | 1.33  | 0.33  | 11.00 | 1.33  | 5.67  | 0.00  | 1.33 | 1.00  | 1.33 | 3.67  | 5.00  | 0.00  | 0.00  | 0.00 | 0.00  | 12.33 | 3.00  | 2.33 | 0.67  | 0.33  | 0.00  | 0.00  |
| Bắc Âu                  | Latvia                 | 299   | 44.48 | 3.01  | 2.34  | 0.00  | 6.35  | 1.67  | 7.69  | 0.00  | 3.01 | 1.67  | 9.36 | 7.02  | 2.01  | 0.00  | 0.00  | 0.00 | 0.00  | 2.34  | 4.35  | 4.01 | 0.33  | 0.33  | 0.00  | 0.00  |
| Bắc Âu                  | Norway                 | 556   | 48.02 | 3.78  | 0.18  | 0.00  | 10.43 | 0.72  | 7.91  | 0.18  | 0.00 | 1.44  | 3.06 | 6.29  | 5.58  | 0.00  | 0.00  | 0.36 | 0.00  | 5.58  | 2.34  | 1.62 | 0.36  | 1.08  | 0.00  | 1.08  |
| Bắc Âu                  | Poland                 | 542   | 41.70 | 4.06  | 1.11  | 0.00  | 9.41  | 1.85  | 7.93  | 0.00  | 0.74 | 4.98  | 4.61 | 4.06  | 3.14  | 0.00  | 0.18  | 0.55 | 0.00  | 3.87  | 2.77  | 4.24 | 2.03  | 2.21  | 0.18  | 0.37  |
| Bắc Âu                  | Russia                 | 397   | 43.07 | 4.53  | 2.27  | 0.50  | 7.56  | 3.53  | 8.82  | 0.50  | 1.26 | 0.76  | 3.27 | 7.05  | 2.52  | 0.00  | 0.25  | 0.25 | 0.00  | 3.78  | 2.27  | 2.52 | 2.52  | 2.02  | 0.00  | 0.76  |
| Bắc Âu                  | Scotland               | 1199  | 42.54 | 3.50  | 0.08  | 0.00  | 14.01 | 2.59  | 7.92  | 0.50  | 0.67 | 1.50  | 1.92 | 5.00  | 2.50  | 0.00  | 0.08  | 0.33 | 0.00  | 8.09  | 5.09  | 1.08 | 2.50  | 0.08  | 0.00  | 0.00  |
| Bắc Âu                  | Slovakia               | 129   | 44.96 | 2.33  | 1.55  | 0.00  | 14.73 | 1.55  | 6.98  | 0.00  | 1.55 | 2.33  | 1.55 | 6.98  | 1.55  | 0.00  | 0.00  | 0.00 | 0.00  | 3.88  | 4.65  | 2.33 | 0.00  | 0.78  | 0.00  | 2.33  |
| Bắc Âu                  | Sweden-Denmark         | 75    | 46.67 | 4.00  | 0.00  | 0.00  | 12.00 | 2.67  | 6.67  | 0.00  | 1.33 | 0.00  | 4.00 | 6.67  | 0.00  | 0.00  | 0.00  | 0.00 | 0.00  | 10.67 | 1.33  | 1.33 | 0.00  | 0.00  | 0.00  | 2.67  |
| Bắc Âu                  | Switzerland            | 228   | 45.61 | 4.82  | 0.44  | 0.00  | 11.40 | 2.63  | 9.65  | 0.00  | 0.88 | 0.88  | 3.51 | 4.82  | 2.19  | 0.44  | 0.00  | 0.44 | 0.00  | 5.26  | 1.32  | 1.75 | 0.44  | 0.00  | 0.44  | 3.07  |
| Bắc Âu                  | Wales                  | 92    | 59.78 | 3.26  | 2.17  | 0.00  | 10.87 | 2.17  | 2.17  | 0.00  | 0.00 | 0.00  | 0.00 | 3.26  | 2.17  | 0.00  | 0.00  | 0.00 | 0.00  | 7.61  | 3.26  | 0.00 | 1.09  | 0.00  | 0.00  | 2.17  |
| Nam Âu                  | Bosnia                 | 144   | 47.92 | 6.25  | 0.00  | 1.39  | 6.94  | 1.39  | 3.47  | 1.39  | 0.00 | 0.69  | 5.56 | 6.94  | 4.86  | 0.00  | 0.00  | 0.00 | 0.00  | 4.17  | 3.47  | 1.39 | 1.39  | 1.39  | 0.69  | 0.69  |
| Nam Âu                  | Bulgaria               | 141   | 38.30 | 2.13  | 4.26  | 1.42  | 7.09  | 6.38  | 3.55  | 0.71  | 0.71 | 3.55  | 4.26 | 5.67  | 3.55  | 0.00  | 2.13  | 0.00 | 0.00  | 6.38  | 3.55  | 0.71 | 1.42  | 2.13  | 0.71  | 1.42  |
| Nam Âu                  | Italy, Apulia-Calabria | 226   | 41.15 | 3.98  | 3.98  | 0.00  | 10.62 | 1.77  | 6.64  | 3.10  | 0.88 | 1.33  | 3.10 | 0.88  | 0.44  | 1.33  | 1.77  | 0.44 | 0.00  | 7.08  | 3.98  | 2.21 | 3.54  | 1.77  | 0.00  | 0.00  |
| Nam Âu                  | Italy, Campania        | 313   | 45.05 | 3.19  | 2.88  | 1.60  | 6.71  | 2.88  | 6.39  | 0.96  | 0.64 | 4.47  | 1.92 | 2.88  | 1.92  | 1.28  | 0.64  | 0.32 | 0.00  | 7.35  | 3.83  | 1.28 | 1.92  | 0.96  | 0.32  | 0.64  |
| Nam Âu                  | Italy, Latium          | 138   | 38.41 | 2.90  | 2.17  | 0.00  | 11.59 | 2.90  | 7.97  | 2.90  | 0.72 | 2.17  | 0.72 | 2.90  | 2.90  | 0.00  | 0.00  | 0.72 | 0.00  | 5.80  | 4.35  | 2.17 | 3.62  | 2.17  | 2.90  | 0.00  |
| Nam Âu                  | Italy, Lombardy        | 177   | 38.42 | 3.95  | 3.39  | 0.56  | 5.08  | 2.82  | 9.04  | 1.69  | 1.13 | 0.00  | 3.95 | 3.39  | 1.69  | 0.00  | 0.00  | 0.00 | 0.00  | 11.30 | 5.08  | 1.13 | 6.78  | 0.56  | 0.00  | 0.00  |
| Nam Âu                  | Italy, Marche          | 813   | 36.90 | 4.92  | 3.20  | 0.74  | 6.64  | 2.71  | 11.07 | 0.62  | 0.25 | 2.71  | 1.72 | 5.54  | 2.95  | 0.25  | 0.74  | 1.11 | 0.12  | 6.64  | 2.83  | 1.72 | 3.20  | 2.34  | 0.98  | 0.12  |
| Nam Âu                  | Italy, Piedmont        | 169   | 56.80 | 6.51  | 1.18  | 0.00  | 7.10  | 0.59  | 5.92  | 0.00  | 1.78 | 2.37  | 1.78 | 0.59  | 0.59  | 0.00  | 0.00  | 0.59 | 0.00  | 7.10  | 1.78  | 2.37 | 2.96  | 0.00  | 0.00  | 0.00  |
| Nam Âu                  | Italy, Sardinia        | 370   | 45.68 | 6.76  | 1.08  | 0.00  | 12.16 | 1.62  | 9.19  | 1.08  | 0.27 | 1.35  | 0.27 | 1.89  | 8.11  | 0.27  | 0.27  | 0.00 | 0.00  | 4.59  | 1.08  | 0.27 | 1.35  | 2.16  | 0.54  | 0.00  |
| Nam Âu                  | Italy, Sicily          | 105   | 54.29 | 2.86  | 3.81  | 1.90  | 4.76  | 1.90  | 5.71  | 1.90  | 0.95 | 0.95  | 2.86 | 0.95  | 0.95  | 0.95  | 1.90  | 0.00 | 0.00  | 5.71  | 2.86  | 0.00 | 2.86  | 0.00  | 1.90  | 0.00  |
| Nam Âu                  | Italy,Tuscans          | 322   | 39.13 | 5.28  | 4.97  | 2.48  | 5.59  | 2.48  | 8.70  | 0.62  | 2.17 | 2.80  | 1.86 | 2.17  | 1.86  | 0.62  | 2.48  | 0.00 | 0.00  | 6.83  | 1.86  | 2.48 | 2.48  | 0.93  | 1.86  | 0.31  |
| Nam Âu                  | Portugal, trung tâm    | 203   | 49.26 | 2.96  | 0.00  | 0.99  | 6.40  | 1.97  | 7.39  | 0.00  | 1.97 | 0.49  | 1.97 | 2.46  | 1.48  | 2.46  | 0.00  | 0.49 | 0.49  | 8.37  | 0.49  | 0.99 | 1.48  | 0.49  | 6.40  | 0.99  |
| Nam Âu                  | Portugal, northern     | 188   | 43.09 | 6.91  | 0.00  | 0.00  | 4.79  | 6.38  | 7.45  | 0.00  | 0.53 | 2.13  | 2.13 | 2.66  | 3.72  | 4.26  | 0.00  | 0.00 | 2.66  | 3.72  | 3.19  | 3.19 | 0.00  | 0.00  | 3.19  | 0.00  |
| Nam Âu                  | Portugal, nam          | 203   | 45.32 | 3.94  | 0.00  | 0.99  | 7.88  | 1.97  | 5.91  | 0.00  | 0.49 | 1.48  | 1.97 | 2.46  | 2.46  | 0.49  | 0.49  | 0.00 | 0.49  | 5.91  | 0.99  | 1.48 | 2.96  | 0.99  | 10.84 | 0.49  |
| Nam Âu                  | Romania                | 94    | 35.11 | 6.38  | 1.06  | 2.13  | 8.51  | 8.51  | 5.32  | 0.00  | 0.00 | 3.19  | 4.26 | 7.45  | 5.32  | 0.00  | 0.00  | 0.00 | 0.00  | 3.19  | 0.00  | 6.38 | 2.13  | 0.00  | 0.00  | 1.06  |
| Nam Âu                  | Slovenia               | 104   | 47.12 | 6.73  | 0.00  | 0.00  | 9.62  | 0.96  | 4.81  | 0.00  | 0.96 | 1.92  | 5.77 | 7.69  | 2.88  | 0.00  | 0.00  | 0.00 | 0.00  | 3.85  | 1.92  | 4.81 | 0.96  | 0.00  | 0.00  | 0.00  |
| Nam Âu                  | Spain, Andalusia       | 114   | 40.35 | 6.14  | 0.00  | 0.00  | 10.53 | 2.63  | 4.39  | 0.88  | 1.75 | 0.88  | 1.75 | 3.51  | 3.51  | 1.75  | 0.00  | 0.00 | 0.88  | 7.89  | 2.63  | 1.75 | 2.63  | 3.51  | 1.75  | 0.88  |
| Nam Âu                  | Spain, Basque Country  | 156   | 59.62 | 10.90 | 0.00  | 0.00  | 2.56  | 0.00  | 5.77  | 0.00  | 0.00 | 0.00  | 0.00 | 1.28  | 10.90 | 0.00  | 0.64  | 0.64 | 0.00  | 3.85  | 0.00  | 0.00 | 1.28  | 0.00  | 0.64  | 1.92  |
| Nam Âu                  | Spain, trung tâm       | 148   | 54.73 | 3.38  | 0.00  | 0.00  | 10.14 | 2.03  | 3.38  | 0.00  | 2.70 | 0.68  | 0.68 | 5.41  | 0.68  | 4.05  | 0.00  | 0.00 | 1.35  | 6.08  | 0.68  | 2.70 | 0.68  | 0.00  | 0.68  | 0.00  |
| Nam Âu                  | Spain, đông bắc        | 179   | 48.60 | 5.59  | 0.00  | 0.00  | 7.82  | 2.23  | 2.79  | 0.56  | 0.56 | 1.68  | 3.91 | 0.56  | 5.59  | 1.12  | 0.00  | 0.00 | 0.00  | 5.03  | 1.68  | 3.35 | 3.91  | 1.12  | 1.68  | 2.23  |
| Nam Âu                  | Spain, tây bắc         | 216   | 50.93 | 11.11 | 0.00  | 0.46  | 5.56  | 0.93  | 4.63  | 0.00  | 1.85 | 4.63  | 0.93 | 1.39  | 3.24  | 1.39  | 0.00  | 0.46 | 0.46  | 4.17  | 0.46  | 2.31 | 0.93  | 0.00  | 3.70  | 0.46  |